# Libnotes innotabilis
Libnotes innotabilis là một loài ruồi trong họ Limoniidae. Chúng phân bố ở miền Australasia.